# 더 H-맨
더 H-맨(美女と液体人間, The H-Man)은 일본에서 제작된 혼다 이시로 감독의 1958년 공포, SF, 스릴러 영화이다.

## 출연
- 시라카와 유미
- 사하라 켄지
- 오자와 에이타로